# Jüdischer Friedhof (Nettesheim)

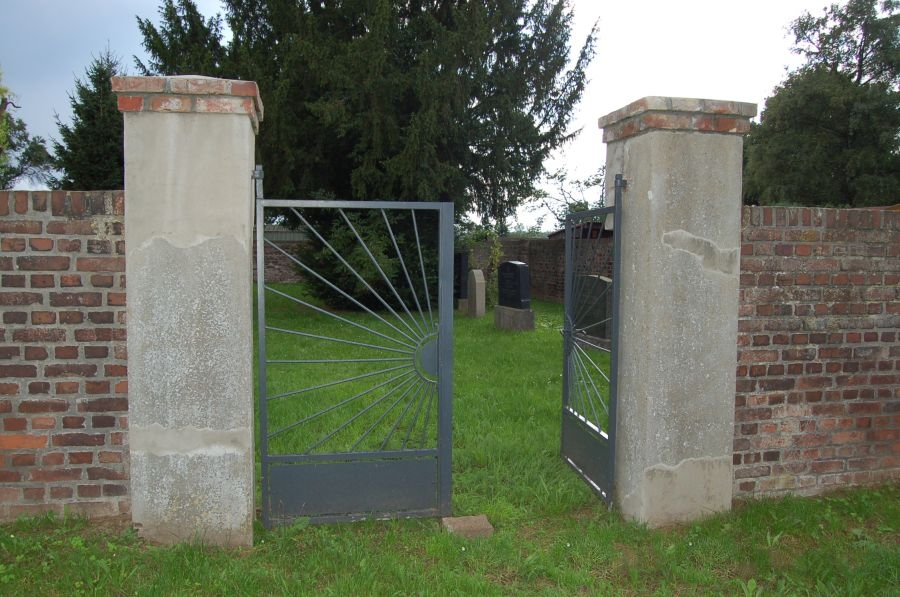
Eingang zum jüdischen Friedhof in Nettesheim

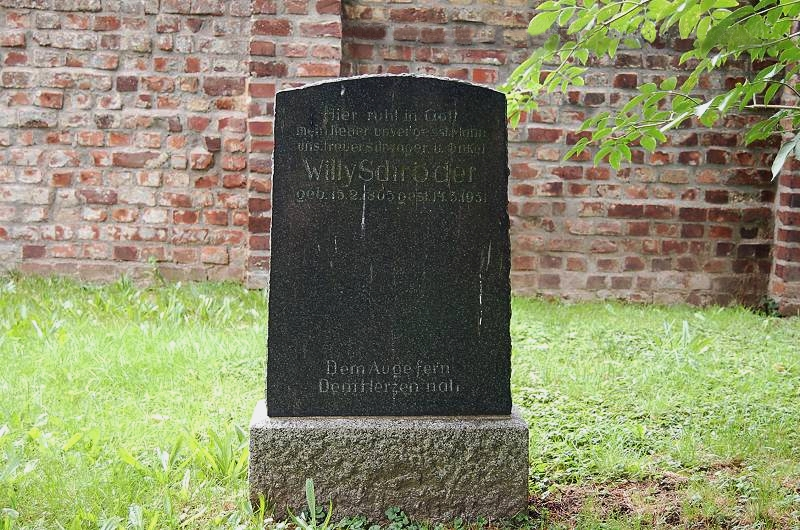
Grabmal von Willy Schröder

Der Jüdische Friedhof Nettesheim ist ein jüdischer Friedhof in Nettesheim, einem Ortsteil der Gemeinde Rommerskirchen im Rhein-Kreis Neuss in Nordrhein-Westfalen. Der Friedhof befindet sich am Stommelner Weg. 

## Geschichte
Nettesheimer und Butzheimer Juden nutzten von circa 1770 bis 1901 den alten Friedhof am Bruchrandweg. Im Jahr 1901 legte die jüdische Gemeinde Nettesheim einen eigenen Friedhof an. Dieser neue Friedhof am Stommelner Weg besitzt heute noch zwölf Grabsteine.